# Рогова
Рогова́ — село в Україні, в Уманському районі Черкаської області. У селі мешкає 537 людей. Входить до складу Бабанської селищної громади.

## Історія
В книзі 1895 року, автором якої є В.Б.Антонович, яка має назву "Археологічна мапа Київської губернії"  зазначено, що в селі є 2 кургани. 
В книзі Похилевича 1864 року "Сказання про населені місцевості Київської губернії" вказано, що село Рогова дещо нижче річки Ятрань. Всього мешканців 790, серед яких 71 римських католиків; землі 1443 десятин; Церква Дмитрівська, дерев'яна, 7 класу; землі має 41 десятину; збудована 1781 року. 
12 — 13 січня 1920 року у Роговій під час Зимового походу стояв Кінний відділ Опанаса Стефаніва Армії УНР, до складу якого входив Кінний полк Чорних Запорожців.

## Відомі люди
В селі народився Іван Васильович Казнадій (1926—2006) — український режисер, Заслужений діяч мистецтв України.